# Santiago Abascal Escuza
Santiago Abascal Escuza (Amurrio, 30 de octubre de 1949 - Galdácano, 23 de julio de 2017) fue un empresario textil y político español, miembro del PP y posteriormente del partido Vox.
Uno de sus tres hijos es Santiago Abascal, presidente de Vox y diputado en las Cortes Generales por Madrid.

## Biografía
Fue hijo de Manuel Abascal Pardo, alcalde de Amurrio y diputado provincial durante la dictadura franquista, y de
María del Pilar Escuza Olabarrieta (1923/1924 - Amurrio, 13 de julio de 2011), casados en 1946. Santiago Abascal fue comerciante. Se casó con María Isabel Conde Álvarez (natural de La Coruña que se trasladó con dos años de edad de Galicia al País Vasco), con quien tuvo un hijo, Santiago Abascal Conde, y dos hijas, Stela Abascal Conde e Iria Abascal Conde.
Un año después de la muerte de Francisco Franco se afilió a Unión Nacional Española, que dos años después se integró en Alianza Popular. Desde su comienzo en la política hasta que obtuvo representación parlamentaría pasaron once años. Entre 1987 y 1991 fue representante del grupo de Coalición Popular en las Juntas Generales de Álava, como juntero por Ayala, formando parte del comité ejecutivo provincial del partido.
En 1995 fue elegido concejal por el Partido Popular en el Ayuntamiento de Amurrio, y juntero por la circunscripción del Valle de Ayala. Ese mismo año forma parte del Comité Ejecutivo de su partido en el País Vasco. Tras ser reelegido en las elecciones locales y forales de 1999 tanto en la Juntas Generales como en el Ayuntamiento de Amurrio.
En 2003 pasó al Congreso de los Diputados, en Madrid, siendo elegido diputado del Partido Popular por la provincia de Álava, en sustitución de Rafael Cámara Rodríguez-Valenzuela, que había renunciado a su escaño. Allí estuvo un año, hasta 2004, en que fue nombrado presidente del Partido Popular del Valle de Ayala. Ostento en su etapa en el Congreso de los Diputados los siguientes cargos:
- Vocal Comisión de Presupuestos del 30/04/2003 al 20/01/2004
- Vocal Comisión Mixta para las Relaciones con el Tribunal de Cuentas del 30/04/2003 al 20/01/2004

En 2013 fue citado en el Caso Bárcenas por aparecer en los papeles de Bárcenas. Declaró que recibió 12.000 euros en 1999 del Partido Popular pero que no recordaba de quién.
En 2015 abandonó el Partido Popular, después de 35 años de militancia, porque consideraba que el partido había dejado atrás las ideas que siempre había defendido, que resumía en España y libertad, y por las que sufrió el acoso de la izquierda abertzale, que atacó con cocteles molotov su negocio textil en Amurrio, además de sufrir diversas amenazas. En una de ellas sus caballos aparecieron pintados con el lema Gora ETA. Tras su marcha del Partido Popular se incorporó a Vox, el partido fundado por uno de sus tres hijos, Santiago.
En 2016 fue candidato a lehendakari por Vox, aunque durante la campaña electoral estuvo imposibilitado por razones médicas. Falleció en el Hospital de Galdácano, el 23 de julio de 2017, tras un año hospitalizado a causa de la enfermedad que le provocó la muerte. Por su defensa de la derrota del grupo terrorista ETA fue reconocido como símbolo de las víctimas del terrorismo.